# 若乃洲敏弥
若乃洲 敏弥（わかのしま としや、1941年5月5日 - 1984年3月18日）は、福岡県福岡市中央区出身で花籠部屋に所属した大相撲力士。本名は鈴木 敏彌（すずき としや）。最高位は西前頭5枚目（1966年1月場所）。現役時代の体格は174cm、138kg。得意手は右四つ、押し、上手投げ、掛け投げ。
※…四股名の「弥」の正確な表記は、「弥」の左にさんずいを加えたもので、本名の「彌」についても同様である。

## 来歴・人物
地元・福岡市の中学に在学中は、柔道で鳴らしていた。だが、卒業間際に、当時の花籠親方（元前頭3・大ノ海）の親戚に当たる落川という人の紹介で角界入りを決めた。初土俵を踏んだのは1957年1月場所で、同期には後の横綱・北の富士や小結・龍虎などがいる。5月場所、「九州若」の四股名で序ノ口に付いた。
三段目昇進までは比較的順調な出世ぶりであったが、1959年から丸4年幕下暮らしを続けるなど、関取昇進まで多くの苦労を重ねた。1963年9月場所での幕下優勝を土産に翌11月場所、漸く十両に昇進。
十両でも中々上位に進めずにいたが、1964年9月場所からの4場所連続勝ち越しで、上位の壁を突き破った。新入幕を果たしたのは1965年5月場所での事で、この時、24歳となっていた。
その後の約2年間は1度の十両陥落を挟んで計11場所幕内にあり、最高位の前頭5枚目に進んだ1966年1月場所では、7勝8敗と惜しくも1点の負け越しに終わったものの麒麟児（後の大関・大麒麟、年寄・押尾川）から白星を挙げている。
しかし1967年3月、西前頭10枚目で初日から10連敗するなど1勝14敗と惨敗し、続く5月場所は東十両11枚目で3日目に初白星を挙げたものの、6、7日目と連続して幕下との取組に敗れ、中日から途中休場し1勝7敗7休に終わり、22場所続けた十両以上の座から陥落すると同時に、明治大正期の元前頭佐賀ノ海大吉以来続いていた福岡県出身関取の系譜が途切れる事となった。は急速に番付を落として一気に幕下中位まで下がり、以後は幕内どころか十両への復帰も叶わず、西幕下12枚目に在位した1969年11月場所を以って28歳で廃業。廃業後は、東京都千代田区（九段界隈）で相撲料理の店を営んだ。
1984年3月18日、逝去。42歳没。

## 主な成績・記録
- 通算成績：376勝333敗10休 勝率.530
- 幕内成績：71勝94敗 勝率.430
- 現役在位：75場所
- 幕内在位：11場所
- 各段優勝
  - 幕下優勝：1回（1963年9月場所）

### 場所別成績
| | 一月場所 初場所（東京） | 三月場所 春場所（大阪） | 五月場所 夏場所（東京） | 七月場所 名古屋場所（愛知） | 九月場所 秋場所（東京） | 十一月場所 九州場所（福岡） |
| --- | ----------------------- | ----------------------- | ----------------------- | --------------------------- | ----------------------- | --------------------------- |
| 1957年 （昭和32年） | （前相撲）              | 新序 2–1                | 西序ノ口2枚目 3–5       | x                           | 東序二段126枚目 7–1     | 東序二段58枚目 4–4          |
| 1958年 （昭和33年） | 西序二段50枚目 6–2      | 西序二段23枚目 3–5      | 東序二段28枚目 6–2      | 西三段目94枚目 5–3          | 西三段目82枚目 3–5      | 東三段目92枚目 5–3          |
| 1959年 （昭和34年） | 西三段目78枚目 6–2      | 西三段目50枚目 5–3      | 東三段目34枚目 6–2      | 西三段目19枚目 5–3          | 西三段目13枚目 5–3      | 西幕下76枚目 4–4            |
| 1960年 （昭和35年） | 東幕下75枚目 4–4        | 西幕下71枚目 4–4        | 西幕下70枚目 4–4        | 西幕下67枚目 4–3            | 西幕下58枚目 5–2        | 東幕下47枚目 5–2            |
| 1961年 （昭和36年） | 東幕下36枚目 5–2        | 東幕下27枚目 4–3        | 東幕下20枚目 5–2        | 西幕下11枚目 2–5            | 西幕下21枚目 4–3        | 東幕下17枚目 4–3            |
| 1962年 （昭和37年） | 西幕下15枚目 3–4        | 西幕下18枚目 5–2        | 東幕下10枚目 3–4        | 西幕下11枚目 4–3            | 東幕下10枚目 5–2        | 東幕下4枚目 4–3             |
| 1963年 （昭和38年） | 東幕下3枚目 2–5         | 西幕下10枚目 2–5        | 東幕下18枚目 4–3        | 西幕下13枚目 4–3            | 東幕下10枚目 優勝 7–0   | 東十両17枚目 8–7            |
| 1964年 （昭和39年） | 西十両13枚目 10–5       | 西十両5枚目 8–7         | 東十両5枚目 7–8         | 西十両6枚目 5–10            | 東十両14枚目 8–7        | 東十両9枚目 11–4            |
| 1965年 （昭和40年） | 東十両4枚目 9–6         | 東十両3枚目 11–4        | 東前頭15枚目 8–7        | 西前頭12枚目 7–8            | 西前頭13枚目 8–7        | 東前頭10枚目 9–6            |
| 1966年 （昭和41年） | 西前頭5枚目 7–8         | 東前頭6枚目 5–10        | 西前頭11枚目 6–9        | 西前頭15枚目 5–10           | 西十両筆頭 10–5         | 東前頭12枚目 8–7            |
| 1967年 （昭和42年） | 西前頭9枚目 7–8         | 西前頭10枚目 1–14       | 東十両11枚目 1–7–7      | 西幕下8枚目 1–6             | 西幕下30枚目 5–2        | 東幕下16枚目 6–1            |
| 1968年 （昭和43年） | 西幕下3枚目 4–3         | 東幕下2枚目 2–5         | 東幕下11枚目 4–3        | 西幕下6枚目 1–6             | 東幕下30枚目 6–1        | 西幕下9枚目 4–3             |
| 1969年 （昭和44年） | 東幕下7枚目 4–3         | 西幕下4枚目 3–4         | 東幕下7枚目 4–3         | 西幕下5枚目 4–3             | 東幕下2枚目 2–5         | 西幕下12枚目 引退 1–3–3     |
| 各欄の数字は、「勝ち-負け-休場」を示す。 優勝 引退 休場 十両 幕下 三賞：敢=敢闘賞、殊=殊勲賞、技=技能賞 その他：★=金星 番付階級：幕内 - 十両 - 幕下 - 三段目 - 序二段 - 序ノ口 幕内序列：横綱 - 大関 - 関脇 - 小結 - 前頭（「#数字」は各位内の序列） |                         |                         |                         |                             |                         |                             |

### 幕内対戦成績
| 力士名   | 勝数 | 負数 | 力士名 | 勝数 | 負数 | 力士名 | 勝数 | 負数 | 力士名 | 勝数 | 負数 |
| -------- | ---- | ---- | ------ | ---- | ---- | ------ | ---- | ---- | ------ | ---- | ---- |
| 青ノ里   | 5    | 3    | 朝岡   | 0    | 1    | 浅瀬川 | 2    | 3    | 天津風 | 0    | 1    |
| 荒波     | 3    | 2    | 宇多川 | 1    | 0    | 追風山 | 3    | 1    | 扇山   | 1    | 3    |
| 小城ノ花 | 5    | 2    | 海乃山 | 3    | 3    | 開隆山 | 0    | 2    | 金乃花 | 2    | 2    |
| 北ノ國   | 0    | 3    | 君錦   | 3    | 1    | 清國   | 0    | 2    | 麒麟児 | 3    | 2    |
| 高鐵山   | 4    | 3    | 大心   | 3    | 2    | 大文字 | 1    | 2    | 大雄   | 0    | 5    |
| 玉乃島   | 0    | 1    | 鶴ヶ嶺 | 3    | 5    | 天水山 | 0    | 2    | 戸田   | 0    | 1    |
| 栃王山   | 1    | 3    | 豊國   | 0    | 1    | 長谷川 | 0    | 4    | 廣川   | 5    | 2    |
| 福の花   | 1    | 3    | 房錦   | 1    | 1    | 藤ノ川 | 2    | 0    | 二子岳 | 0    | 1    |
| 前田川   | 0    | 2    | 前の山 | 0    | 1    | 禊鳳   | 1    | 1    | 明武谷 | 0    | 1    |
| 陸奥嵐   | 0    | 1    | 義ノ花 | 2    | 3    | 若杉山 | 5    | 1    | 若浪   | 4    | 4    |
| 若鳴門   | 1    | 6    | 若二瀬 | 2    | 1    | 若見山 | 0    | 5    |        |      |      |

## 改名歴
- 九州若（くすわか、1957年5月場所-1962年7月場所）
- 若乃洲 敏弥（わかのしま としや、1962年9月場所-1967年9月場所）
- 洲（しま、1967年11月場所-1969年11月場所）